# Nieuwleusen
Nieuwleusen (en baix saxó neerlandès, Ni'jlusen, Ni'jluusn o Ni-jluuzn segons l'ortografia Gallée) és una població d'Overijssel (Països Baixos) que el 2021 tenia 9.560 habitants. Com a resultat de la reestructuració de municipis neerlandesos de l'any 2001, gran part de l'antic municipi de Nieuwleusen fou incorporada al municipi de Dalfsen, mentre que la resta fou afegida al municipi de Zwolle, incloent-hi part del llogaret de De Lichtmis.

## Geografia

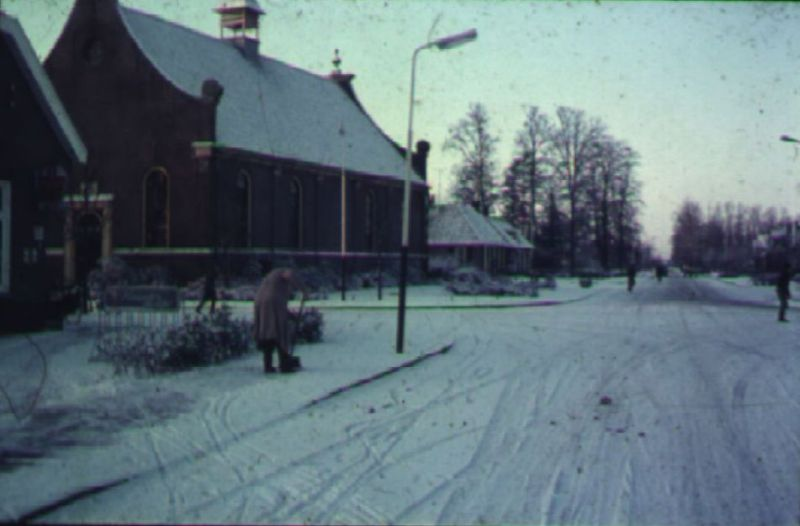
De Kerkenhoek en un dia d'hivern

Nieuwleusen es troba arran de la carretera provincial N377, situada entre Hasselt a l'oest i Balkbrug a l'est. Al nord, limita amb la població De Punt, dins el municipi de Staphorst. Nieuwleusen es troba al sud d'un bosc de l'estat propietat de l'Estat neerlandès. El nord de Nieuwleusen també s'anomena Den Hulst; al costat esquerre de Den Hulst hi ha l'aldea agrària De Meele. A la carretera d'Oosterveen, hi ha el llogaret de Ruitenveen. Nieuwleusen es troba entre el Vecht i el Reest i se l'assigna a les comarques de Salland o Vechtdal. La població es divideix en una meitat septentrional i la meitat meridional, més nova, separades per camps per practicar l'esport. Al nord hi ha l'Oude i la Nieuwe Hulsterplas, que entre les dècades del 1960 i 1980 foren unides per un canal excavat (la sorra extreta fou utilitzada per reblir l'antic Dedemsvaart). Al sud hi ha el nucli De Kerkenhoek, amb la Grote Kerk (‘Església Gran’, del 1830 però originalment del 1660), l'antic ajuntament i el Palthebos, antigament propietat de la família ministerial Palthe.
La construcció de noves llars continua a un ritme sostingut a l'oest del poble. Una dita afirma que la població no sempre ha estat tan agradable: «A Nieuwleusen, abans no volien ni ser-hi enterrats i ara hi volen viure».

### Connexions
Es pot arribar a Nieuwleusen amb diferents línies d'autobús. El bus número 29 (Zwolle-Coevorden) passa per Nieuwleusen cada quart d'hora en ambdues direccions entre setmana, mentre que els caps de setmana passa una vegada cada hora. El bus escolar 49 (Zwolle-Dedemsvaart Magnolia) va a Zwolle cada dia laborable a les 9:00 i en torna a les 14:00. El bus ràpid 83 (Zwolle-Dedemsvaart) només circula a les hores punta del matí i la tarda i s'atura dues vegades a Nieuwleusen. El servei de busos és gestionat per l'empresa de transports Qbuzz des de l'agost del 2010.
Es pot accedir a Nieuwleusen en cotxe per l'N377. També s'hi pot arribar des de Zwolle passant per la zona industrial Hessenpoort per l'N758. L'N757 (Dedemsweg) també enllaça Dalfsen i Nieuwleusen.

## Història

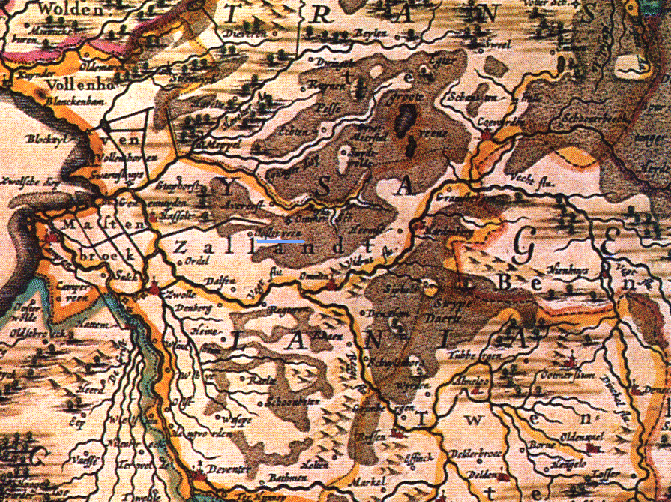
L'Oosterveen, origen de Nieuwleusen, marcada en un mapa de Janssonius (1658). Les zones marrons representen torberes.

Nieuwleusen aparegué a la primera meitat del segle xvii. En aquell temps, la zona entre Lusen (actualment Oudleusen), un poblet sobre el Vecht, i el Reest a la frontera amb Drenthe encara era una regió agresta amb torberes. Aquesta zona formava part de la conca del Vecht, que al final de l'últim període glacial (fa entre 150.000 i 200.000 anys) era molt més gran que el Vechtdal d'avui en dia. Tota la regió del Vechtdal, des de Hasselt fins a Coevorden, fou representada en un mapa fet per Abraham Goos a principis del segle xvii com a t Veen. La part que més endavant esdevindria Nieuwleusen hi apareix marcada com Ommer moer (‘aiguamoll d'Ommen’). Es creu que l'ètim leusen dels noms Nieuwleusen i Oudleusen prové de lo-essen (‘essen de fusta’). Els essen són terrenys agrícoles que cada any són elevats amb els fems dels estables. Aquests antics terrenys agrícoles envolten els municipis de la regió.

### Luessener Compagnie

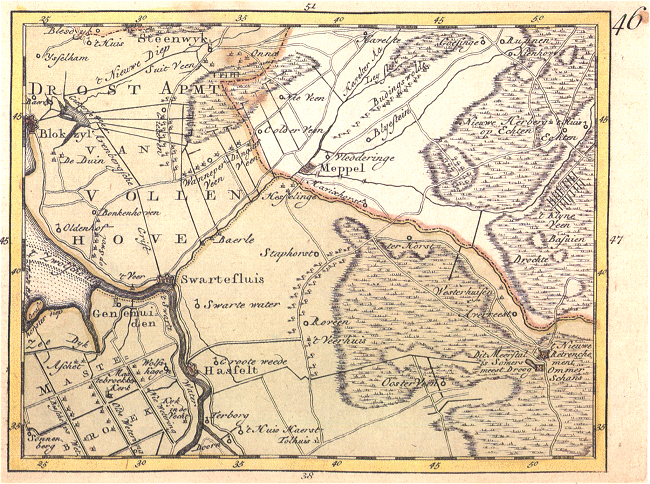
L'Oosterveen el 1773. La línia de dalt representa el rierol Beentjesgraven, que fou seguit el 1809 per traçar el curs del Dedemsvaart.

El 8 de gener del 1631, la Luessener Compagnie (Companyia de Luessen) fou fundada per habitants de Zwolle i Kampen a la regió per sobre de Lusen, que pertanya a la Marke van Leusen, una associació local de terratinents. Fou la colònia de torberes més antiga d'aquesta zona. Els pioners de Lusen s'encarregaren en gran part de convertir el terreny en terra arable. Les primeres granges foren bastides a 't Pad, actualment l'Oosterveen. Entre el 1640 i el 1646, el noble Zweer van Haersolte feu construir la havezate (casa rural típica d'Overijssel i Drenthe) de l'Oosterveen. Fou destruïda el 1862, però actualment se'n pot veure una maqueta al Museu Palthehof. El 1655 es construí una casa a l'Oosterveen per a un mestre d'escola. Des del 1659 es manté un registre baptismal de Nieuwleusen. Els primers ministres arribaren de Zwolle, Dalfsen i Ommen. El primer ministre de Nieuwleusen fou monsenyor Van Bercum, que hi arribà el 1663.

### Dedemsvaart
El 1809, el noble i polític de Nieuwleusen Willem Jan Baron van Dedem començà a bastir el Dedemsvaart al nord d'Overijssel. Una vegada finalitzat, el canal s'estenia des de Hasselt fins al Vecht a Gramsbergen. El 1811, el canal fou perllongat fins a Balkbrug. A l'altura de Nieuwleusen, el poblet Den Hulst ('n (H)ulst o Nulst en la parla local) es trobava al costat del Dedemsvaart. Aquest poblet estava unit a Nieuwleusen per l'Ommerdijk (actualment el carrer principal, la Burgemeester Backxlaan) i s'estenia fins al nord de Nieuwleusen. El canal desaparegué de Den Hulst el 1969. El Dedemsvaart encara existeix a l'altura de De Meele i parts dels afores de Nieuwleusen. L'N377 segueix l'antic recorregut del canal.

### Municipalitat

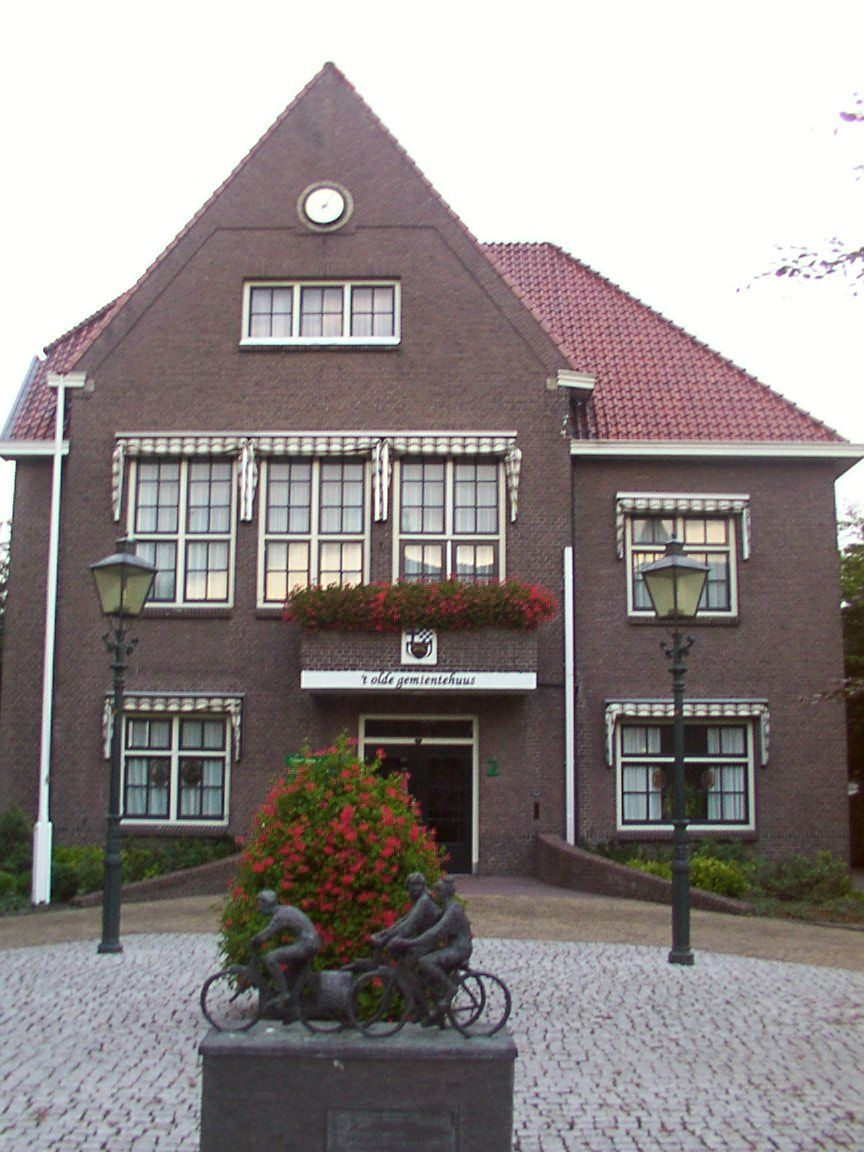
L'antic ajuntament de Nieuwleusen

A principis del segle xviii, Nieuwleusen formà un municipi juntament amb el nucli d'Avereest, que prengué el nom de Nieuwleusen en Avereest. L'1 de juliol del 1818 se separaren els pressupostos municipals i Nieuwleusen esdevingué un municipi a part, tot i que compartí l'alcalde amb Avereest fins a l'any 1833. Nieuwleusen mancà d'escut d'armes fins al 1899. Com molts altres municipis, Nieuwleusen en demanà un amb motiu de la construcció d'una nova sala de reunions dels Estats Provincials d'Overijssel. El disseny de l'escut es basà en l'escut de Dalfsen (car la Marke van Leusen havia format part del districte legal de Nieuwleusen) i Zwollerkerspel (car s'havia incorporat part de Zwollerkerspel al municipi de Nieuwleusen). Les dalles creuades de la part baixa de l'escut representen l'agricultura. El 1954, Nieuwleusen demanà permís per dur una corona a la cimera de l'escut, que li fou concedit. El municipi de Nieuwleusen existí fins al 31 de desembre del 2000, quan fou incorporat al municipi de Dalfsen (tret de la part situada a l'oest de la via Zwolle-Groningen, que fou incorporada a Zwolle) i es feu una petita rectificació dels límits amb el municipi de Staphorst. L'antic escut d'armes municipal continua sent l'escut d'armes de Nieuwleusen.

### De Rollecate
El 1913 s'obrí a Den Hulst el primer col·legi estatal per mestresses d'agricultura i tasques domèstiques, anomenat De Rollecate. El Baró Van Dedem havia cedit un terreny homònim amb aquest fi. La Huis De Rollecate havia estat construïda a Vollenhove vers el 1654-1655, però Van Dedem la desmantellà el 1821 per reconstruir-la a la vora del canal del Dedemsvaart. El col·legi fou dirigit per Theda Mansholt i posteriorment Greta Smit. S'hi donaven cursos de tasques domèstiques, agricultura i cura d'horts. El 1930, el col·legi es mudà a Deventer i l'edifici que l'allotjava fou enderrocat. Avui en dia hi ha un polígon industrial anomenat De Rollecate al barri De Meele. El nom del pont de Rollecate, que passa per sobre de la via del tren a Groningen o Ljouwert també fa referència a l'antic terreny.

### Union
El 1904, la fàbrica de bicicletes Union s'instal·là a Den Hulst. La fàbrica continià manufacturant bicicletes durant gran part del segle xx, contribuint al desenvolupament econòmic i la prosperitat de Nieuwleusen. El 1979, un incendi d'origen desconegut devastà la fàbrica, que ja arrossegava problemes financers i administratius des de feia algunes dècades. El 2001, l'empresa feu fallida i passà a ser administrada per Larcom, d'Omme. Malgrat algunes protestes, la fabricació fou traslladada dos anys més tard a la zona industrial De Grift. El 2005, Union fou venuda al Dutch Bicycle Group de Schiedam, posant fi a l'existència de l'empresa, tot i que se signà un contracte per mantenir part de la producció a Nieuwleusen sota el control de Larcom. L'antic edifici d'Union fou reutilitzat per diferents empreses, fins que el 2009 un nou incendi d'origen desconegut el reduí a cendres.

## Indústria
Tot i la desaparició d'Union, Nieuwleusen ha pogut conservar una significant activitat industrial, en gran part gràcies a la proximitat de Zwolle. Sectors com la indústria tèxtil o la indústria metàl·lica estan representats a polígons industrials dels afores del poble (De Meele, De Evenboer, De Rollecate, De Grift). El sector terciari també hi és present, però Nieuwleusen encara manté un marcat caràcter agrari, especialment en ramaderia.
Les botigues es concentren a Nieuwleusen-Noord i Nieuwleusen-Zuid, dos nuclis urbans que preparen les seves pròpies activitats culturals i comercials per separat. Tant al nord com al sud, la majoria de comerços es troben a la Backxlaan. El 2007 es construí a Nieuwleusen-Zuid una nova plaça envoltada de comerços i habitatges. El dissabte se celebra un mercat que alterna entre el nord i el sud cada sis mesos. Antigament hi havia dues oficines de Rabobank, però el 2004 foren reemplaçades per una nova oficina situada al centre de Nieuwleusen, en part per no afavorir ni el nord ni el sud.

## Esport
Nieuwleusen disposa d'una sèrie d'instal·lacions esportives cobertes i a l'aire lliure que separen el nord i el sud del poble. Hi ha camps de futbol, pistes de tennis, una pista de corfbol, un poliesportiu-centre cívic (De Schakel), una pista de gel i una piscina a l'aire lliure (De Meule). Nieuwleusen és la llar de molts equips esportius, incloent-hi els equips de futbol SV Nieuwleusen i USV Nieuwleusen. També hi ha un club de tir, el club de pesca HSV De Voorn, el club de natació ZPC Nieuwleusen, un club de motoristes i el club de voleibol Hypotheek Groep - Flash Nieuwleusen, on començà la coneguda voleibolista Manon Flier.

## Cultura

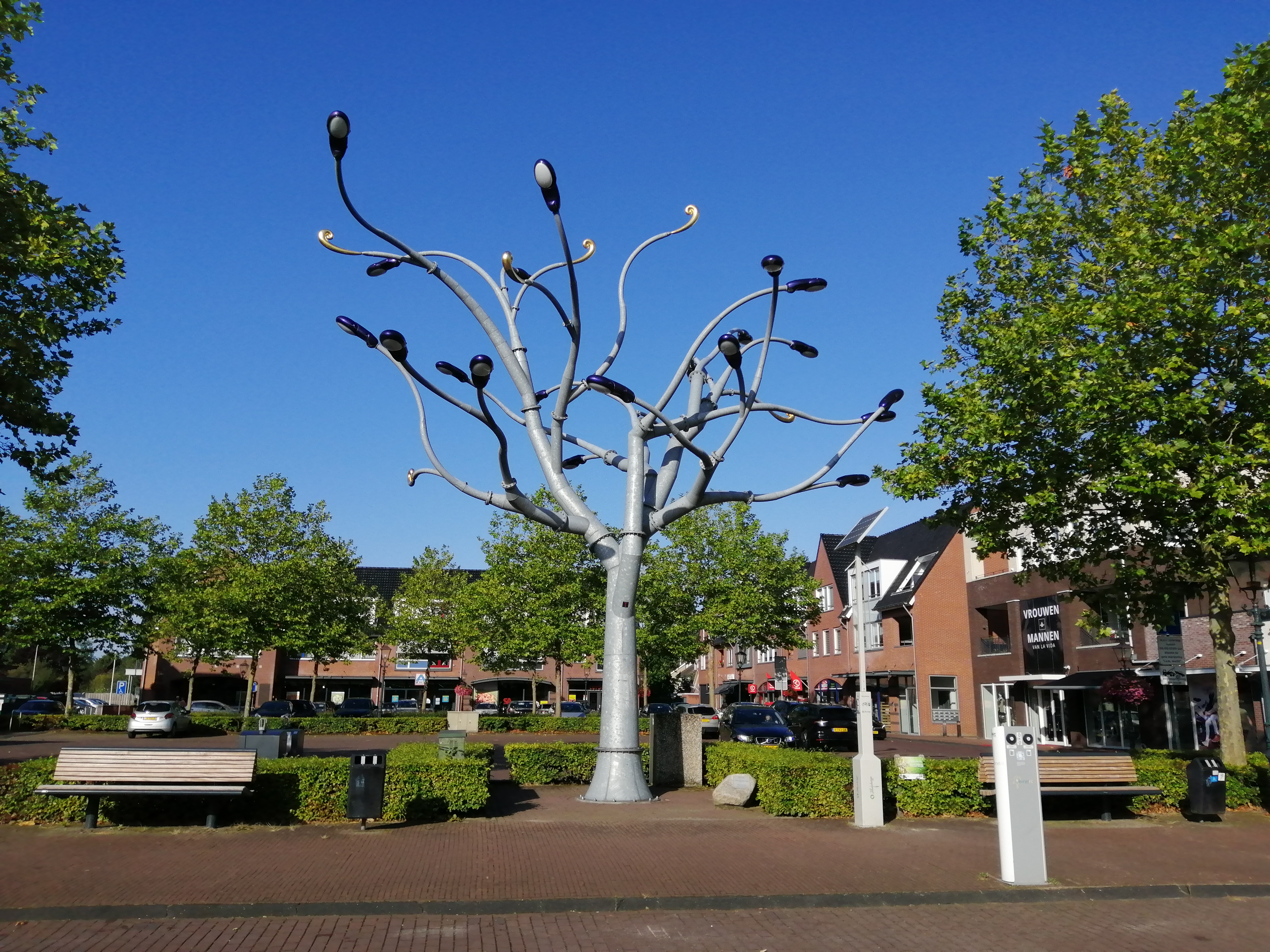
L'obra Noli Me Tangere, de Luk van Soom

El 1982, Nieuwleusen complí 350 anys i es creà l'associació històrica Ni'jluusn van vrogger. El 1998, aquesta associació fundà el Museu Palthehof al Kerkenhoek, on es fan exposicions permanents i temporals sobre el passat de Nieuwleusen. Al Grammofoonmuseum es poden veure gramòfons antics i escoltar-ne enregistraments.

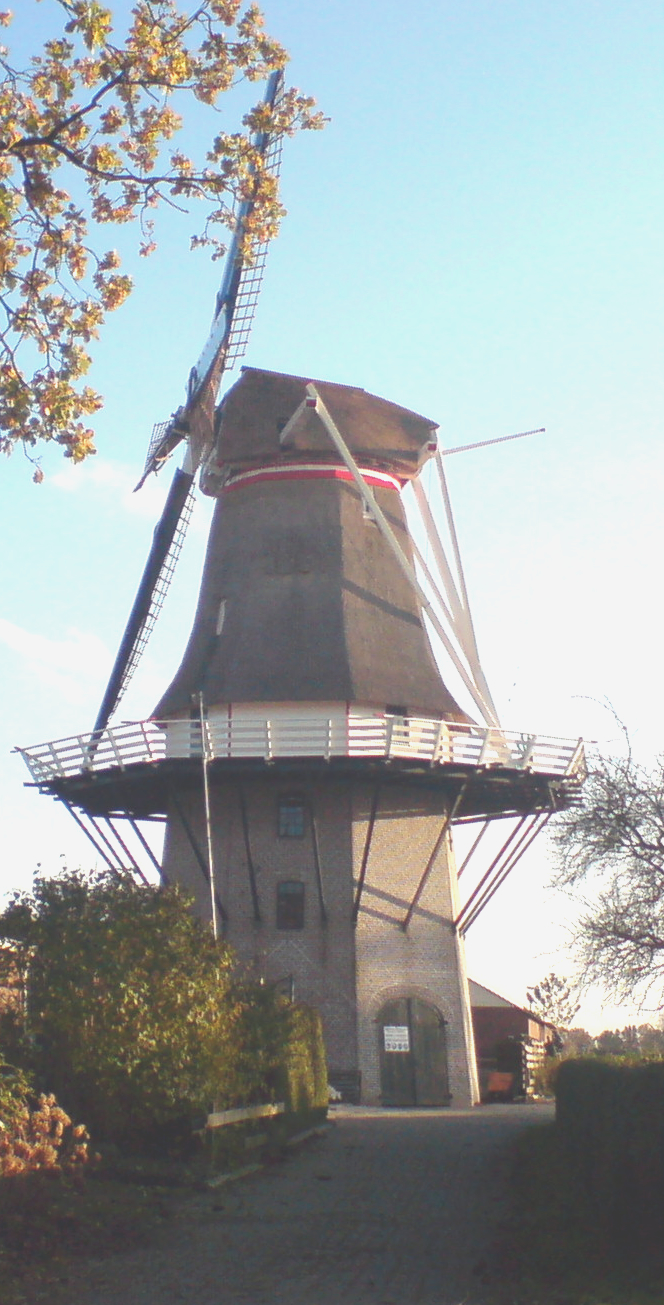
El molí Massier després de ser restaurat

A la Westeinde, una carretera que s'estén al llarg del límit amb Dalfsen, hi ha el molí Massier (1861), l'últim dels sis molins que foren construïts a Nieuwleusen. Durant molt de temps només se'n conservà la base, però a finals del 2007 l'organització Molen Massier comença a restaurar el molí a un estat funcional. La restauració fou culminada l'octubre del 2008 amb la col·locació de la vela amb les aspes.
L'associació musical cristiana De Broederband toca a Nieuwleusen des del 1925. També hi ha altres organitzacions musicals, com Excelsior, Crescendo Excelsior i l'associació acordionista Con Brio, a més del cor cristià De Hazeuzangers. El 2004 s'edità un CD amb cançons sobre Nieuwleusen i altres nuclis del municipi de Dalfsen, interpretades per diversos cantants.
El centre comercial Kerkenhoek patí una profunda remodelació a principis del segle xxi. A la nova plaça del Grote Markt (‘mercat gran’) hi ha l'obra d'art Noli Me Tangere, un arbre de metall galvanitzat amb llumetes realitzat per l'artista belga Luk van Soom.

### Festivitats
Al setembre de cada any se celebren les Oranjefeesten (festa major) de Nieuwleusen, que duren una setmana i inclouen moltes activitats per nens i adults, a més d'encants, actuacions musicals d'afeccionats i curses de cotxes antics. La Koningsnacht (‘nit del rei’) s'hi fa el concert Palthepop, que cada any presenta estils musicals diferents.
L'octubre del 2004 se celebrà a Nieuwleusen el Mega Piraten Festijn (MPF), un festival que havia debutat a l'abril del mateix any a Lemelerveld, també a Dalfsen. L'MPF dura tota una nit, sovint en una gran tenda de campanya, amb aproximadament trenta artistes del gènere levenslied. Des d'aleshores, l'MPF s'ha anat estenent a altres nuclis de l'est dels Països Baixos i fins i tot a altres regions del país.

## Parla

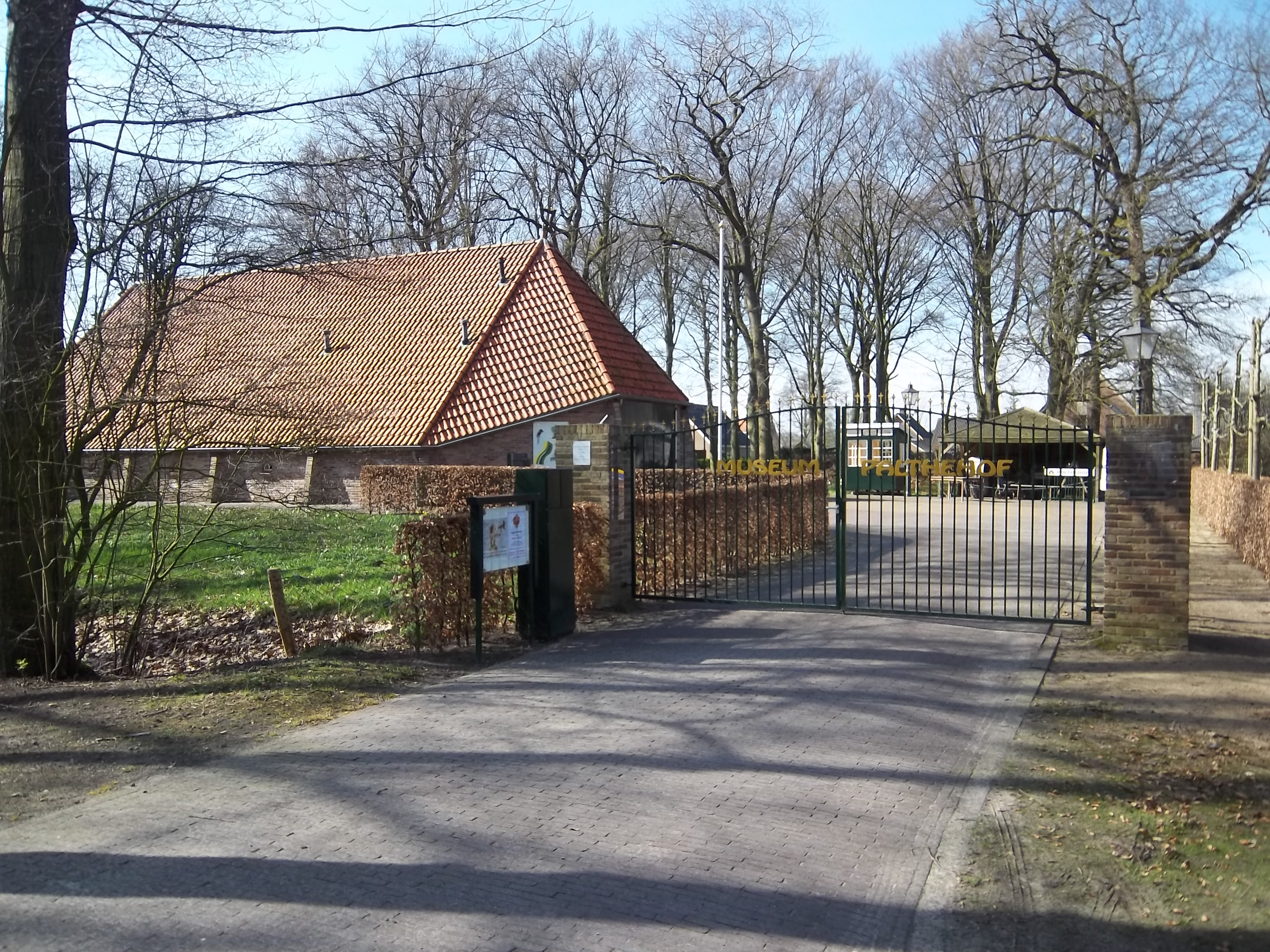
Museu Palthehof

El dialecte parlat a Nieuwleusen pertany al baix saxó neerlandès. Diversos atles lingüístics situen Nieuwleusen parcialment o completa a la regió lingüística del drents sud-occidental (juntament amb Staphorst, Dedemsvaart i Slagharen). Tanmateix, a causa de la ubicació de Nieuwleusen a Salland a vegades es considera la parla de Nieuwleusen com a part del sallands. Per això, el cantant en dialecte Aalt Westerman té el sobrenom d'«el trobador del sallands».
L'investigador de dialectes Harrie Scholtmeijer no classifica la parla del poble dins del sallands o el drents meridional, sinó dins de l'overijssels septentrional (seguint la seva divisió dels dialectes d'Overijssel; no fa cap comentari sobre la seva relació amb els dialectes de Drenthe). Igual que el drents meridional, l'overijssels septentrional utilitza vocals llargues en paraules que tenen vocals curtes o allargades en el sallands i manca de metafonia en els diminutius. El dialectòleg Hendrik Entjes, que visqué a Nieuwleusen cap al final de la seva vida, opinava que a Nieuwleusen no hi ha un únic dialecte, sinó que hi ha influències tant del drents com del sallands:

| « | [Nieuwleusen] té una part vella, situada al sud, i una part nova, que fou fundada quan s'excavà el Dedemsvaart. Aquesta última se solia anomenar De Hulst. Solia haver-hi velles granges sobre munts de sorra que s'alcen sobre les torberes. Però De Hulst mai no aconseguí créixer fins a convertir-se en una autèntica colònia de torberes. Hi he anat per fer-hi enregistraments per l'RND [Reeks Nederlandse Dialectatlassen]. Un a Nieuwleusen i un a De Hulst. Però ara que els comparo, recordo que a De Hulst vaig parlar amb gent que vivia en aquestes velles granges. I quan parlo amb els descendents dels homes de les torberes, de l'època en què s'excavà el Dedemsvaart, m'adono que existeix una clara diferència dialectal. Em diuen que sí que hi ha una petita diferència entre el nord i el sud. En realitat, volen dir que hi ha una petita diferència entre els descendents dels habitants inicials i els dels que arribaren més tard. […] A l'antiga regió del Vecht, per exemple, hi diuen etten, mentre que a les colònies de les torberes hi diuen eten. Em sembla que ve de Drenthe. Estic investigant sobre la parla de les colònies. [En definitiva], podem parlar d'un veenkoloniaals a Overijssel. | » |
| — | |   |

Igual que passa amb la resta dels dialectes del baix saxó, el dialecte de Nieuwleusen està en declivi i cada vegada es parla més neerlandès estàndard a la seva regió. A més, als llocs on encara es fa servir el dialecte, cada vegada rep més influència del neerlandès. Les publicacions utilitzen el dialecte de Nieuwleusen de tant en tant, com per exemple la revista de l'Associació Històrica Ni'jluusn van vrogger. Algunes paraules i expressions han estat fixades.
La lletra de les cançons sobre Nieuwleusen solen ser en la llengua de la regió. Aalt Westerman ha compost cançons com ara Mien Sallands Dorp i 't Ni'jluus'ns streeklied; mentre que H. Bomhoff compongué 't Ni'jluus'ns Lietie'n. Aalt Westerman també posà música al poema Ni'j luusen mien dörpien, de Hendrik Sterken Rzn. El músic Appie Kreule es basà en el grup Normaal per compondre cançons de rock com ara De nacht van Ni'jlusen i Verhuzen naor Ni'jlusen.

### Exemple
Baix saxó neerlandès
Zo kwamp Klaos dan met zien negotie bij een gezin waor ak de name niet van numen wille. De vrouw begun der over: «Klaos, wat ek eheurd. Heb ie onlangs bij Griete eslaopen? Wat muk dor nou van denken?». Klaos had zien antwoord niet klaor. Wat mus hij daor nou op zeggen? Mar hij kreeg hulpe. Er ging een schip deur de Dedemsvaort en het mag dan wel toevallig wezen, mar opiens zei Klaos tegen de vrouwe: «Dreit oe ies umme en leest ies wat op det schip stiet». Het mense kreeg een kleur tot achter de oren, want zij lezen de woorden: «ZIET OP U ZELVEN».
Neerlandès
Zo kwam Klaas dan met zijn handelswaar bij een gezin waar ik de naam niet van wil noemen. De vrouw begon erover: «Klaas, wat heb ik gehoord. Heb jij onlangs bij Greet geslapen? Wat moet ik daar nou van denken?». Klaas had zijn antwoord niet gereed. Wat moest hij daar nou op zeggen? Maar hij kreeg hulp. Er ging een schip door de Dedemsvaart en het mag dan wel toevallig zijn, maar ineens zei Klaas tegen de vrouw: «Draai je eens om en lees eens wat er op dat schip staat». Het mens kreeg een kleur tot achter de oren, want zij las de woorden: «ZIET OP U ZELVEN».
Català
Aleshores, en Klaas anà a visitar una família, el nom de la qual prefereixo no dir, amb la seva mercaderia. La dona començà a xerrar: «Klaas, m'he assabentat d'una cosa. Que has dormit amb la Greet últimament? Què n'he de pensar?». En Klaas no sabia com respondre. Què podia dir? Però rebé ajuda. Un vaixell baixava navegant pel Dedemsvaart i, tot i que era casualitat, en Klaas va dir a la dona «Gira't i llegeix el que posa al vaixell». La dona es posà vermella com un tomàquet en veure les paraules: «NO ET POSIS ON NO ET DEMANEN».

## Personatges destacats
Aquesta llista inclou persones conegudes que viuen o han viscut a Nieuwleusen.
- Anita Berry (nascuda com Greetje Garritse), cantant que esdevingué cèlebre amb la cançó Middellandse Zee
- Benjamin Boers (1871-1952), activista comunista
- Sander Borgers (1917-1985), membre de l'NSB i l'SS
- Willem Jan Baron van Dedem (1776-1851), finançador del Dedemsvaart
- Johan van Dorsten (1926), novel·lista
- Ali C. Drost-Brouwer (1942), novel·lista
- Hendrik Entjes (1919-2006), catedràtic de Llengua i Literatura Baixa Saxona
- Manon Flier (1984), jugadora de voleibol a la selecció neerlandesa
- H. van der Galiën-De Boer (1907-1988), novel·lista
- Piet Kalteren (1939), poeta
- Joost Marsman (1974), cantant del grup musical de pop en neerlandès I.O.S. (anteriorment Is Ook Schitterend)
- Jan Arend Palthe (1727-1803), ministre religiós i terratinent
- Tjako van Schie (1961), pianista i compositor
- Hendrik Sterken Rzn (1915), poeta i escriptor d'història sobre la regió
- Prof. Dr. Eric Sudhölter (1954) catedràtic de la Universitat Agrícola de Wageningen
- Prof. Dr. Jan Waterink (1890-1966), ministre reformat, escriptor i catedràtic de pedagogia i psicologia de la Universitat Lliure d'Amsterdam
- Aalt Westerman (1951), cantant en llengua regional
- Wilhelmus Nicolaas Wolterink (1833-18..), ministre religiós i escriptor
- Jan Zantinge (1927-1996), escriptor de Drenthe, professor a Nieuwleusen